# Karl Friedrich Mohr

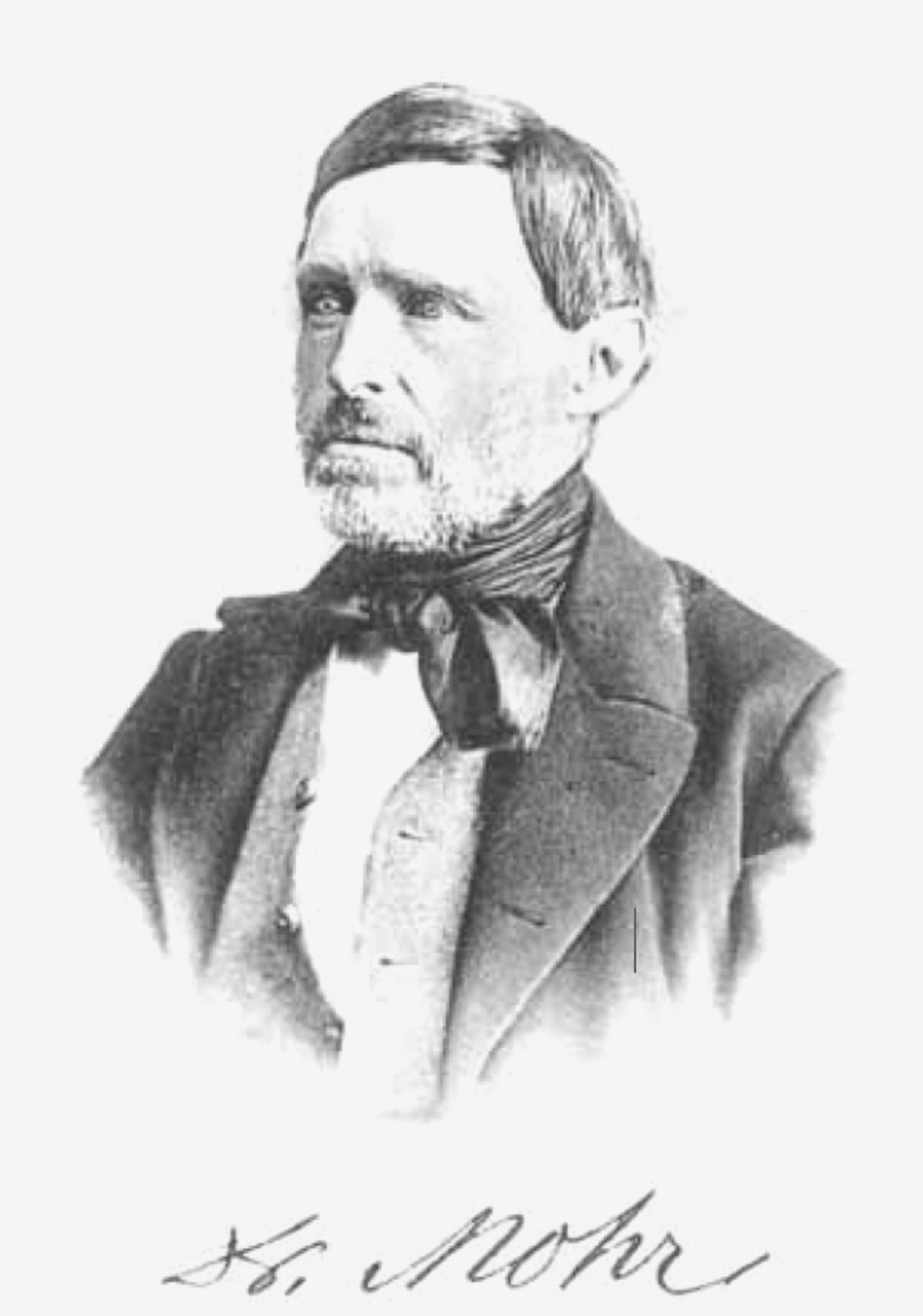
Karl Friedrich Mohr
(1806-1879)

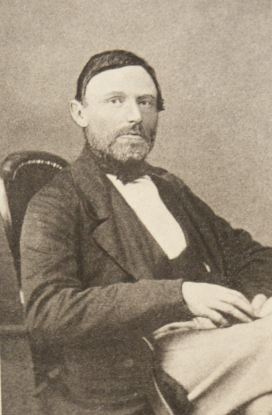
Karl Friedrich Mohr

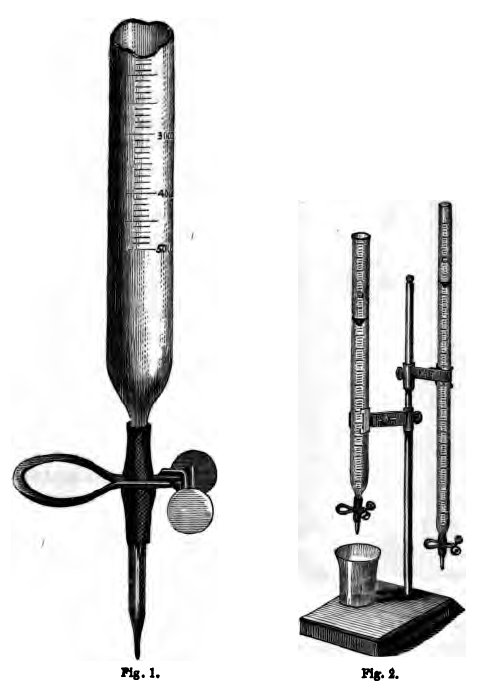
biureta Mohra

Karl Friedrich Mohr (ur. 4 listopada 1806 w Koblencji, zm. 28 września 1879 w Bonn) – niemiecki farmaceuta i chemik.
Wynalazł sól zwaną solą Mohra. Twórca i konstruktor wagi do oznaczania ciężaru właściwego cieczy noszącej od jego nazwiska nazwę wagi Mohra.